# Яно, Зетени
Зетени Яно (венг. Jánó Zétény; родился 13 марта 2005) — австрийский и венгерский футболист, полузащитник клуба «Лиферинг». Во второй половине сезона 2024/25 выступает за клуб ГАК на правах аренды.

## Клубная карьера
Выступал за юношеские команды венгерских клубов «Шопрони» и «Шопрон», а также за австрийские «Лихтенвёрт» и «Лиферинг». 1 февраля 2025 года отправился в аренду в клуб ГАК до конца сезона 2024/25. 16 февраля 2025 года дебютировал в австрийской Бундеслиге в матче против клуба ЛАСК.

## Карьера в сборной
У Зетени двойное гражданство Австрии и Венгрии, поэтому он может выступать за сборные обеих стран. С 2021 года выступает за юношеские сборные Австрии.